# 楊先澤
楊先澤（？—？），原名先英，贵州贵阳人，清朝政治人物，同進士出身。

## 生平
道光三十年（1850年）庚戌科進士，三甲七十八名，曾于同治七年（1868年）接替张其曜任漳州府知府一职，同治十三年（1874年）由许善器接任，后事不详。